# Saint-Papoul
Saint-Papoul – miejscowość i gmina we Francji, w regionie Oksytania, w departamencie Aude.
Według danych na rok 1990 gminę zamieszkiwały 762 osoby, a gęstość zaludnienia wynosiła 29 osób/km² (wśród 1545 gmin Langwedocji-Roussillon Saint-Papoul plasuje się na 411. miejscu pod względem liczby ludności, natomiast pod względem powierzchni na miejscu 255.).

## Zabytki
Zabytki w miejscowości posiadające status monument historique:
- opactwo Saint-Papoul (abbaye de Saint-Papoul)
- zamek Ferrals (château de Ferrals)
- pałac biskupi (palais épiscopal)
- brama wschodnia (Porte de l'Est)